# Zakintos (gmina)
Zakintos (gr. Δήμος Ζακύνθου, Dimos Zakintu) – gmina w Grecji, w administracji zdecentralizowanej Peloponez, Grecja Zachodnia i Wyspy Jońskie, w regionie Wyspy Jońskie, w jednostce regionalnej Zakintos. W jej skład wchodzi między innymi wyspa Zakintos. Siedzibą gminy jest Zakintos. W 2011 roku liczyła 40 759 mieszkańców. Powstała 1 stycznia 2011 roku w wyniku połączenia dotychczasowych gmin: Zakintos, Alikes, Arkadii, Artemisia, Elatia i Laganas.